# Selección de fútbol sala de Paraguay
La selección de fútbol sala de Paraguay es el equipo que representa al Paraguay en las competiciones oficiales de fútbol sala organizadas por la FIFA.
A nivel de competiciones FIFA, el combinado paraguayo ha participado en siete ediciones de la Copa del Mundo. Su mejor resultado ha sido séptimo puesto en 2008 y 2016.

## Participaciones

### Copa Mundial de Futsal FIFA
| Copa Mundial de fútbol sala de la FIFA | Copa Mundial de fútbol sala de la FIFA | Copa Mundial de fútbol sala de la FIFA | Copa Mundial de fútbol sala de la FIFA | Copa Mundial de fútbol sala de la FIFA | Copa Mundial de fútbol sala de la FIFA | Copa Mundial de fútbol sala de la FIFA | Copa Mundial de fútbol sala de la FIFA |
| Año                                    | Ronda                                  | J                                      | G                                      | E                                      | P                                      | GF                                     | GC                                     |
| -------------------------------------- | -------------------------------------- | -------------------------------------- | -------------------------------------- | -------------------------------------- | -------------------------------------- | -------------------------------------- | -------------------------------------- |
| 1989                                   | Segunda ronda                          | 6                                      | 2                                      | 2                                      | 2                                      | 14                                     | 14                                     |
| 1992                                   | Primera ronda                          | 3                                      | 1                                      | 0                                      | 2                                      | 14                                     | 18                                     |
| 1996                                   | No clasificó                           | No clasificó                           | No clasificó                           | No clasificó                           | No clasificó                           | No clasificó                           | No clasificó                           |
| 2000                                   | No clasificó                           | No clasificó                           | No clasificó                           | No clasificó                           | No clasificó                           | No clasificó                           | No clasificó                           |
| 2004                                   | Primera ronda                          | 3                                      | 1                                      | 0                                      | 2                                      | 8                                      | 11                                     |
| 2008                                   | Segunda ronda                          | 7                                      | 3                                      | 1                                      | 3                                      | 27                                     | 17                                     |
| 2012                                   | Octavos de final                       | 4                                      | 1                                      | 1                                      | 2                                      | 10                                     | 15                                     |
| 2016                                   | Cuartos de final                       | 5                                      | 2                                      | 1                                      | 2                                      | 20                                     | 13                                     |
| 2021                                   | Octavos de final                       | 4                                      | 2                                      | 0                                      | 2                                      | 7                                      | 12                                     |
| 2024                                   | Cuartos de final                       | 5                                      | 3                                      | 0                                      | 2                                      | 15                                     | 10                                     |
| Total                                  | 8/10                                   | 37                                     | 15                                     | 5                                      | 17                                     | 115                                    | 110                                    |

### Copa América de Futsal
| 1992  | Tercer lugar   | Sin datos | Sin datos | Sin datos | Sin datos | Sin datos | Sin datos | Sin datos | Sin datos |
| 1995  | Cuarto lugar   | Sin datos | Sin datos | Sin datos | Sin datos | Sin datos | Sin datos | Sin datos | Sin datos |
| 1996  | Cuarto lugar   | Sin datos | Sin datos | Sin datos | Sin datos | Sin datos | Sin datos | Sin datos | Sin datos |
| 1997  | Tercer lugar   | Sin datos | Sin datos | Sin datos | Sin datos | Sin datos | Sin datos | Sin datos | Sin datos |
| 1998  | Subcampeón     | Sin datos | Sin datos | Sin datos | Sin datos | Sin datos | Sin datos | Sin datos | Sin datos |
| 1999  | Subcampeón     | 4         | 2         | 0         | 2         | 16        | 26        |           |           |
| 2000  | Fase de grupos | 2         | 0         | 0         | 2         | 9         | 11        |           |           |
| 2003  | Tercer lugar   | 6         | 4         | 1         | 1         | 40        | 18        |           |           |
| 2008  | Cuarto lugar   | 4         | 2         | 1         | 1         | 15        | 5         |           |           |
| 2011  | Tercer lugar   | 6         | 4         | 0         | 2         | 17        | 14        |           |           |
| 2015  | Subcampeón     | 6         | 4         | 1         | 1         | 24        | 12        |           |           |
| 2017  | Tercer lugar   | 6         | 3         | 1         | 2         | 24        | 21        |           |           |
| 2022  | Subcampeón     | 6         | 4         | 1         | 1         | 20        | 10        |           |           |
| 2024  | Cuarto lugar   | 6         | 2         | 2         | 2         | 9         | 8         |           |           |
| Total | 14/14          | 46        | 25        | 7         | 14        | 174       | 125       |           |           |

### Eliminatorias Sudamericanas
| Eliminatorias Sudamericanas de Futsal | Eliminatorias Sudamericanas de Futsal | Eliminatorias Sudamericanas de Futsal | Eliminatorias Sudamericanas de Futsal | Eliminatorias Sudamericanas de Futsal | Eliminatorias Sudamericanas de Futsal | Eliminatorias Sudamericanas de Futsal | Eliminatorias Sudamericanas de Futsal |
| Año                                   | Ronda                                 | J                                     | G                                     | E                                     | P                                     | GF                                    | GC                                    |
| ------------------------------------- | ------------------------------------- | ------------------------------------- | ------------------------------------- | ------------------------------------- | ------------------------------------- | ------------------------------------- | ------------------------------------- |
| 2012                                  | Subcampeón                            | 6                                     | 4                                     | 1                                     | 1                                     | 21                                    | 13                                    |
| 2016                                  | Tercer lugar                          | 6                                     | 3                                     | 2                                     | 1                                     | 21                                    | 11                                    |
| 2020                                  | Tercer lugar                          | 6                                     | 4                                     | 0                                     | 2                                     | 17                                    | 9                                     |
| Total                                 | 3/3                                   | 18                                    | 11                                    | 3                                     | 4                                     | 58                                    | 33                                    |

### Finalissima de Futsal
| Finalissima de Futsal | Finalissima de Futsal | Finalissima de Futsal | Finalissima de Futsal | Finalissima de Futsal | Finalissima de Futsal | Finalissima de Futsal | Finalissima de Futsal |
| Año                   | Ronda                 | J                     | G                     | E                     | P                     | GF                    | GC                    |
| --------------------- | --------------------- | --------------------- | --------------------- | --------------------- | --------------------- | --------------------- | --------------------- |
| 2022                  | Tercer lugar          | 2                     | 1                     | 0                     | 1                     | 3                     | 4                     |
| Total                 | 1/1                   | 2                     | 1                     | 0                     | 1                     | 3                     | 4                     |

## Otros torneos

### Juegos Panamericanos
| Año         | Ronda        | Posición | PJ | PG | PE | PP | GF | GC | DIF | PTS |
| ----------- | ------------ | -------- | -- | -- | -- | -- | -- | -- | --- | --- |
| Brasil 2007 | Tercer lugar | 3°       | 5  | 3  | 1  | 1  | 11 | 10 | +1  | 10  |

### Juegos Suramericanos
| Año            | Ronda        | Posición     | PJ           | PG           | PE           | PP           | GF           | GC           | DIF          | PTS          |
| -------------- | ------------ | ------------ | ------------ | ------------ | ------------ | ------------ | ------------ | ------------ | ------------ | ------------ |
| Venezuela 1994 | No participó | No participó | No participó | No participó | No participó | No participó | No participó | No participó | No participó | No participó |
| Ecuador 1998   | Campeón      | 1°           | -            | -            | -            | -            | -            | -            | -            | -            |
| Brasil 2002    | Cuarto lugar | 4°           | 6            | 4            | 0            | 2            | 23           | 27           | -4           | 9            |
| Argentina 2006 | Subcampeón   | 2°           | 6            | 4            | 1            | 1            | 25           | 9            | +16          | 13           |
| Colombia 2010  | No participó | No participó | No participó | No participó | No participó | No participó | No participó | No participó | No participó | No participó |
| Chile 2014     | Cuarto lugar | 4°           | 5            | 2            | 0            | 3            | 10           | 19           | -9           | 6            |
| Bolivia 2018   | Subcampeón   | 2°           | 5            | 4            | 0            | 1            | 13           | 7            | +6           | 12           |
| Paraguay 2022  | Subcampeón   | 2°           | 5            | 4            | 0            | 1            | 15           | 6            | +9           | 12           |

### Juegos Bolivarianos
| Año             | Ronda      | Posición | PJ | PG | PE | PP | GF | GC | DIF | PTS |
| --------------- | ---------- | -------- | -- | -- | -- | -- | -- | -- | --- | --- |
| Trujillo 2013   | Campeón    | 1°       | 5  | 4  | 0  | 1  | 20 | 10 | +10 | 12  |
| Valledupar 2022 | Subcampeón | 2°       | 5  | 3  | 1  | 1  | 16 | 5  | +11 | 10  |

## Resultados

### Últimos partidos y próximos encuentros
Actualizado al último partido jugado el 25 de septiembre de 2024.
| Fecha                    | Ciudad     | Local        | Resultado | Visitante  | Competición            |
| ------------------------ | ---------- | ------------ | --------- | ---------- | ---------------------- |
| 2 de febrero de 2024     | Luque      | Paraguay     | 2:1       | Ecuador    | Copa América de Futsal |
| 3 de febrero de 2024     | Luque      | Chile        | 2:2       | Paraguay   | Copa América de Futsal |
| 6 de febrero de 2024     | Luque      | Venezuela    | 0:0       | Paraguay   | Copa América de Futsal |
| 7 de febrero de 2024     | Luque      | Paraguay     | 4:0       | Colombia   | Copa América de Futsal |
| 9 de febrero de 2024     | Luque      | Paraguay     | 0:1       | Argentina  | Copa América de Futsal |
| 10 de febrero de 2024    | Luque      | Paraguay     | 1:4       | Venezuela  | Copa América de Futsal |
| 12 de abril de 2024      | Manzanares | España       | 5:0       | Paraguay   | Amistoso               |
| 14 de abril de 2024      | Valdepeñas | España       | 2:1       | Paraguay   | Amistoso               |
| 2 de septiembre de 2024  | Rio Maior  | Portugal     | 2:2       | Paraguay   | Amistoso               |
| 4 de septiembre de 2024  | Rio Maior  | Portugal     | 1:1       | Paraguay   | Amistoso               |
| 8 de septiembre de 2024  | Taskent    | Paraguay     | 3:2       | Afganistán | Amistoso               |
| 14 de septiembre de 2024 | Taskent    | Paraguay     | 5:2       | Costa Rica | Copa Mundial de Futsal |
| 17 de septiembre de 2024 | Taskent    | Uzbekistán   | 1:4       | Paraguay   | Copa Mundial de Futsal |
| 20 de septiembre de 2024 | Bujará     | Países Bajos | 5:2       | Paraguay   | Copa Mundial de Futsal |
| 25 de septiembre de 2024 | Taskent    | Paraguay     | 3:1       | Afganistán | Copa Mundial de Futsal |
| 30 de septiembre de 2024 | Bujará     | Francia      |           | Paraguay   | Copa Mundial de Futsal |

## Jugadores
Jugadores convocados para disputar la Copa Mundial de fútbol sala de la FIFA 2024.

Director Técnico:  Carlos Chilavert
| No. | Pos.      | Jugador            | Fecha de nacimiento (edad)         | Club                  |
| --- | --------- | ------------------ | ---------------------------------- | --------------------- |
| 1   | Arquero   | Igor Insfrán       | 29 de agosto de 2002 (22 años)     | Olimpia               |
| 2   | Fijo      | Alan Rojas         | 20 de octubre de 1998 (26 años)    | Sporting Paris        |
| 3   | Fijo      | Damián Mareco      | 4 de septiembre de 1994 (30 años)  | Córdoba Futsal        |
| 4   | Ala/Pivot | Emerson Méndez     | 18 de noviembre de 2001 (23 años)  | Cerro Porteño         |
| 5   | Arquero   | Marcio Ramírez     | 10 de junio de 2004 (20 años)      | Olimpia               |
| 6   | Ala       | Lucas Suárez       | 7 de febrero de 1993 (32 años)     | 17 de Agosto          |
| 7   | Fijo/Ala  | Javier Salas       | 22 de septiembre de 1993 (31 años) | Napoli C5             |
| 8   | Ala       | Pedro Pascottini   | 30 de noviembre de 1998 (26 años)  | Cerro Porteño         |
| 9   | Ala       | Hugo Martínez      | 12 de enero de 1993 (32 años)      | Béthune Essars Futsal |
| 10  | Ala       | Arnaldo Báez       | 30 de marzo de 1996 (28 años)      | Córdoba Futsal        |
| 11  | Ala       | Francisco Martínez | 12 de enero de 1993 (32 años)      | Béthune Essars Futsal |
| 12  | Arquero   | Giovanni González  | 5 de mayo de 1995 (29 años)        | Peñíscola Fútbol Sala |
| 13  | Pivot     | Aldo Amarilla      | 31 de diciembre de 1994 (30 años)  | Sporting Paris        |
| 14  | Ala/Pivot | Jorge Espinoza     | 22 de noviembre de 1993 (31 años)  | Cerro Porteño         |